# Мартинес, Хосе (футболист, 1942)
Хосе Мария Мартинес Лопес (исп. José María Martínez López; род. 22 сентября 1942, Лараш) — испанский футболист и футбольный тренер, выступавший на позиции полузащитника.

## Карьера

### Клубная карьера
В ранние годы своей игровой карьеры входил в состав клуба «Реал Сарагоса», где находился на протяжении одного сезона, но на поле так и не вышел. В 1968—1969 годах выступал за другой испанский клуб «Херес Индустриал», в составе которого отыграл 20 матчей и забил один гол.

### Тренерская карьера
После завершения карьеры игрока начал работать футбольным тренером в некоторых непрофессиональных испанских командах. 25 апреля 2007 года он был назначен главным тренером национальной сборной Гамбии, пробыв на этом посту до 15 мая 2008 года.